# Tout nu et tout bronzé
Tout nu et tout bronzé est une chanson humoristique interprétée par Carlos, sortie en 1973. Les paroles sont de Jacqueline Blot et la musique de Charles Orieux 
Carlos y vante le temps des vacances, au soleil, sur la plage, « depuis la mer du Nord jusqu'aux Pyrénées ». C'est une chanson représentative d'une société constituée majoritairement de salariés qui travaillent toute l'année en attendant de pouvoir bénéficier de leurs congés payés pour se livrer au tourisme de masse en bord de mer.
C'est aussi un clin d'œil au naturisme.